# Mapania rionegrensis
Mapania rionegrensis är en halvgräsart som beskrevs av David Alan Simpson. Mapania rionegrensis ingår i släktet Mapania och familjen halvgräs. Inga underarter finns listade i Catalogue of Life.